# Lijst van bewindslieden voor de PPR
Dit is een alfabetische lijst van bewindslieden voor de Politieke Partij Radikalen. Het betreft alle politici die voor de Politieke Partij Radikalen minister of staatssecretaris in een Nederlands kabinet zijn geweest.

## Bewindspersonen PPR
| Ambtsbekleders | Ambtsbekleders             | Ambtsbekleders                         | Functie(s) / Ministerie                          | Functie(s) / Ministerie                    | Termijn                        | Kabinet(ten) |
| -------------- | -------------------------- | -------------------------------------- | ------------------------------------------------ | ------------------------------------------ | ------------------------------ | ------------ |
|                | H.W. (Harry) van Doorn     | mr. H.W. (Harry) van Doorn (1915–1992) | Minister                                         | Cultuur, Recreatie en Maatschappelijk Werk | 11 mei 1973 – 19 december 1977 | Den Uyl      |
|                | M.H.M. (Michel) van Hulten | dr. M.H.M. (Michel) van Hulten (1930)  | Staatssecretaris                                 | Verkeer en Waterstaat                      | 11 mei 1973 – 19 december 1977 | Den Uyl      |
|                | F.H.P. (Boy) Trip          | F.H.P. (Boy) Trip (1921–1990)          | Minister zonder portefeuille (Wetenschapsbeleid) | Onderwijs en Wetenschappen                 | 11 mei 1973 – 19 december 1977 | Den Uyl      |